# 龍勝院

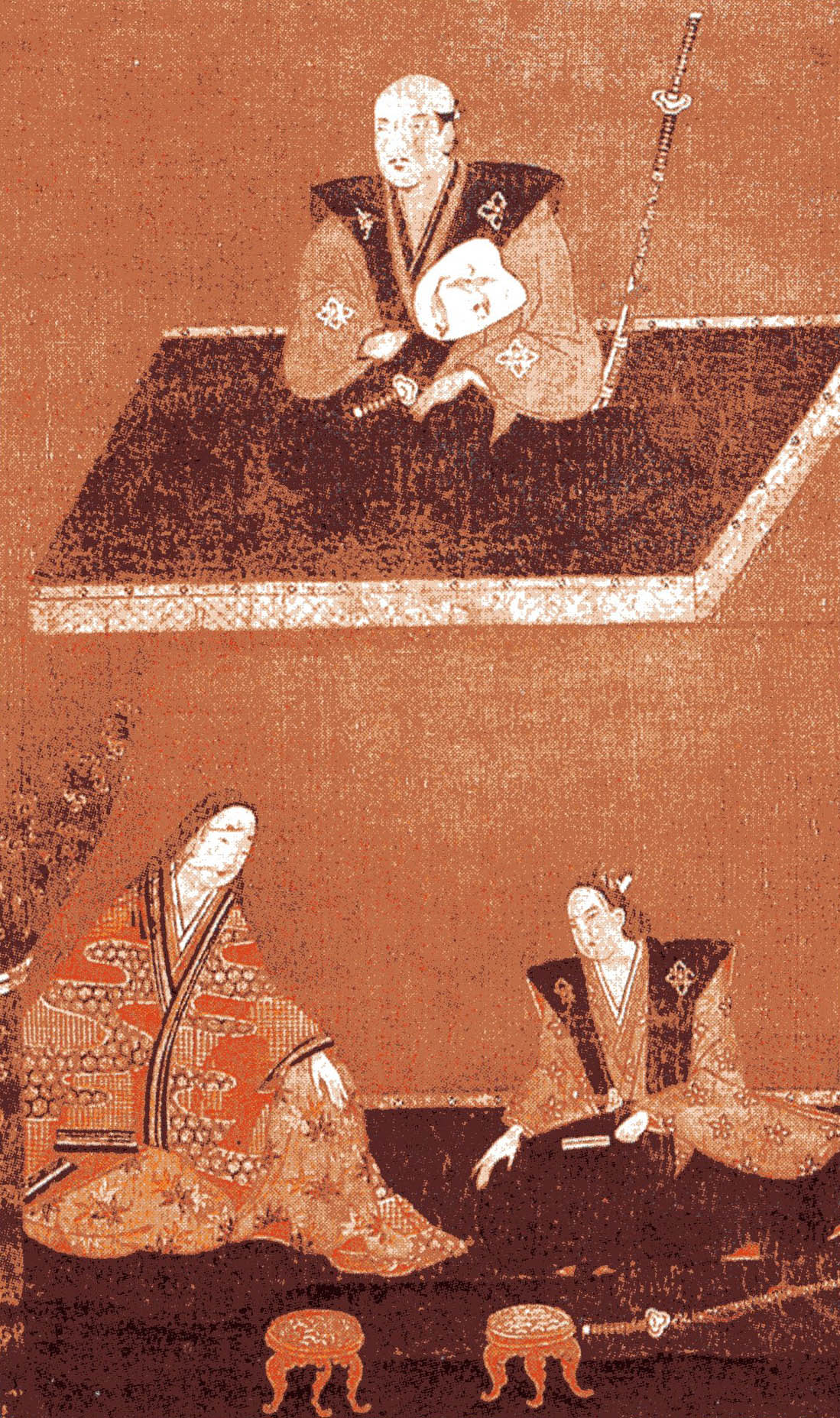
龍勝院

龍勝院（りゅうしょういん、生年不詳 - 元亀2年9月16日（1571年10月4日））は、戦国時代の女性。甲斐武田氏の当主武田勝頼の正室。武田信勝の母。父は美濃国衆苗木遠山氏の遠山直廉（苗木勘太郎）で、母は尾張の戦国大名織田信長の妹にあたる（苗木勘太郎室）。つまり、信長の姪にあたり、信長養女として武田家に嫁いだ。

## 略歴
甲斐国の武田氏は、信玄（晴信）期に北信濃をめぐり越後国の上杉氏と抗争していたが、永禄4年（1561年）の川中島の戦いを機に北信をめぐる抗争は収束し、外交方針を転換する。尾張の織田信長は永禄3年（1560年）5月の桶狭間の戦いにおいて武田氏の同盟国である駿河国の今川義元を討ち取り、今川氏は領国の動揺を招いていた。
武田氏は信濃領国を通じて美濃と接し、永禄初年頃には織田氏や苗木遠山氏と外交を持ち、苗木遠山氏は織田・武田間の両属関係にあり、織田氏は武田氏の同盟相手である今川氏の当敵であったが、友好的関係を築いていた。
間を取り持ったのは、遠山氏菩提寺の大圓寺住持で信玄とも旧知の希菴玄密、織田氏は政秀寺の沢彦、武田氏は甲斐の大竜寺麟岳、いづれも臨済宗の僧である。これによって遠山氏を介して武田・織田両家の連衡が成立した。
龍勝院の嫁いだ諏訪勝頼（武田勝頼）は信玄庶子で、信濃旧族の高遠諏訪氏を継承していた分郡領主であったが、武田家中において今川義元の娘を室としていた嫡男義信が廃嫡される事件が起こり、勝頼は武田家世子の立場となっていた。『甲陽軍鑑』に拠れば、永禄8年（1565年）9月9日に信長側が一族の織田掃部助（一安）を使者として武田家に遣わし、同年11月13日に勝頼の元に嫁いだとされるが、文書上からは確認されない。
『甲陽軍鑑』によれば、永禄10年（1567年）11月に信勝出産に際した難産のため死去したとされるが、これは誤りであることが指摘される。同年末には信玄五女の松姫と信長嫡男信忠との婚約が成立したとされるが、武田氏と織田氏は元亀年間に手切となり敵対関係となったため、婚姻は成立していない。
元亀2年（1571年）9月16日に死去（『織田家雑録』）。法名は竜勝院殿花萼春栄禅定尼（竜勝寺殿花萼春栄大禅定尼）。この名前から判断すると生前に在家で出家していたようである。『信州日牌帳』によれば、勝頼は稲村清右衛門尉・富沢平三の両名を高野山成慶院に派遣し、元亀2年11月26日に竜勝院殿の供養を行っている。
龍勝院と勝頼の婚姻は武田氏の外交方針転換を象徴するもので、翌永禄11年（1568年）末に武田と今川氏は手切となり、武田氏による今川領国への侵攻（駿河侵攻）が開始される。武田氏は駿河侵攻後に、織田氏の同盟相手である三河国の徳川家康と対立関係になるものの、武田氏は元亀3年（1572年）に手切となるまで信長と友好的関係にあった。
勝頼は天正5年（1577年）に北条氏政の妹（北条夫人/桂林院）を継室に迎えているが、『甲陽軍鑑』によれば遠山夫人の産んだ信勝が武田家の世継と定められている。信勝は天正7年（1579年）に元服し、勝頼に後見されるが、天正10年（1582年）3月の織田・徳川連合軍による甲州征伐で武田氏は滅亡する。